# Cot Buloh
Cot Buloh är en kulle i Indonesien.   Den ligger i provinsen Aceh, i den västra delen av landet, 1 700 km nordväst om huvudstaden Jakarta. Toppen på Cot Buloh är 121 meter över havet.
Terrängen runt Cot Buloh är platt åt nordost, men åt sydväst är den kuperad. Runt Cot Buloh är det tätbefolkat, med 276 invånare per kvadratkilometer. Närmaste större samhälle är Lhokseumawe, 18,4 km öster om Cot Buloh. I omgivningarna runt Cot Buloh växer i huvudsak städsegrön lövskog.